# Jules Joseph Gabriel
Jules Joseph Gabriel de Lurieu (* 11. Februar 1792 in Paris; † 28. März 1869 ebenda) war ein französischer Theaterdichter.

## Leben
De Lurieu, der meist unter seinen Vornamen Jules Joseph Gabriel veröffentlichte, war einer der populärsten französischen Komödiendichter und Librettisten seiner Zeit. 1812 debütierte er mit dem Vaudeville Haydn, ou Le Menuet du boeuf, das er gemeinsam mit Alexis-Jacques-Marie Vafflard verfasst hatte. 1815 folgte sein erstes selbständig verfasstes Vaudeville Le Hussard, ou Le Sabre magique. 1832 erschien Le Mari de la veuve mit den Koautoren Auguste Anicet-Bourgeois und Alexandre Dumas dem Älteren. Sein größter Erfolg wurde das Stück Jacquot, das er mit Paul Vermond schrieb.
Insgesamt entstanden im Laufe seines Lebens mehr als 130 Vaudevilles, Komödien und Opernlibretti. Darunter findet sich u. a. Jocko, ou le singe du Brésil, geschrieben mit Claude Louis Marie de Rochefort-Luçay, ein Stück, das als Vorläufer von Edgar Rice Burroughs’ Tarzan anzusehen ist und 1825 in Paris in der Vertonung von Alexandre Piccini, 1828 unter dem Titel Zoko, malpa brazylijska in Warschau, komponiert von Józef Damse, aufgeführt wurde. Hippolyte Chelard komponierte nach einem Libretto Gabriels die komische Oper La Table et le logement, die 1829 in Paris uraufgeführt wurde. Mit Sylvain Saint-Étienne verfasste er das Libretto zu Felicien César Davids Oper La Perle du Brésil (UA 1851).
Sein Bruder Gabriel de Lurieu (1799–1889) war ebenfalls Dramatiker.